# فرودگاه کوئپوس ماناگوا
فرودگاه کوئپوس ماناگوا (به انگلیسی: Quepos Managua Airport) یک فرودگاه همگانی با کد یاتا XQP است که یک باند فرود آسفالت دارد و طول باند آن ۱۱۰۰ متر است. این فرودگاه در کشور کاستاریکا قرار دارد و در ارتفاع ۲۶ متری از سطح دریا واقع شده است.